# Order Gwiazdy Rumunii

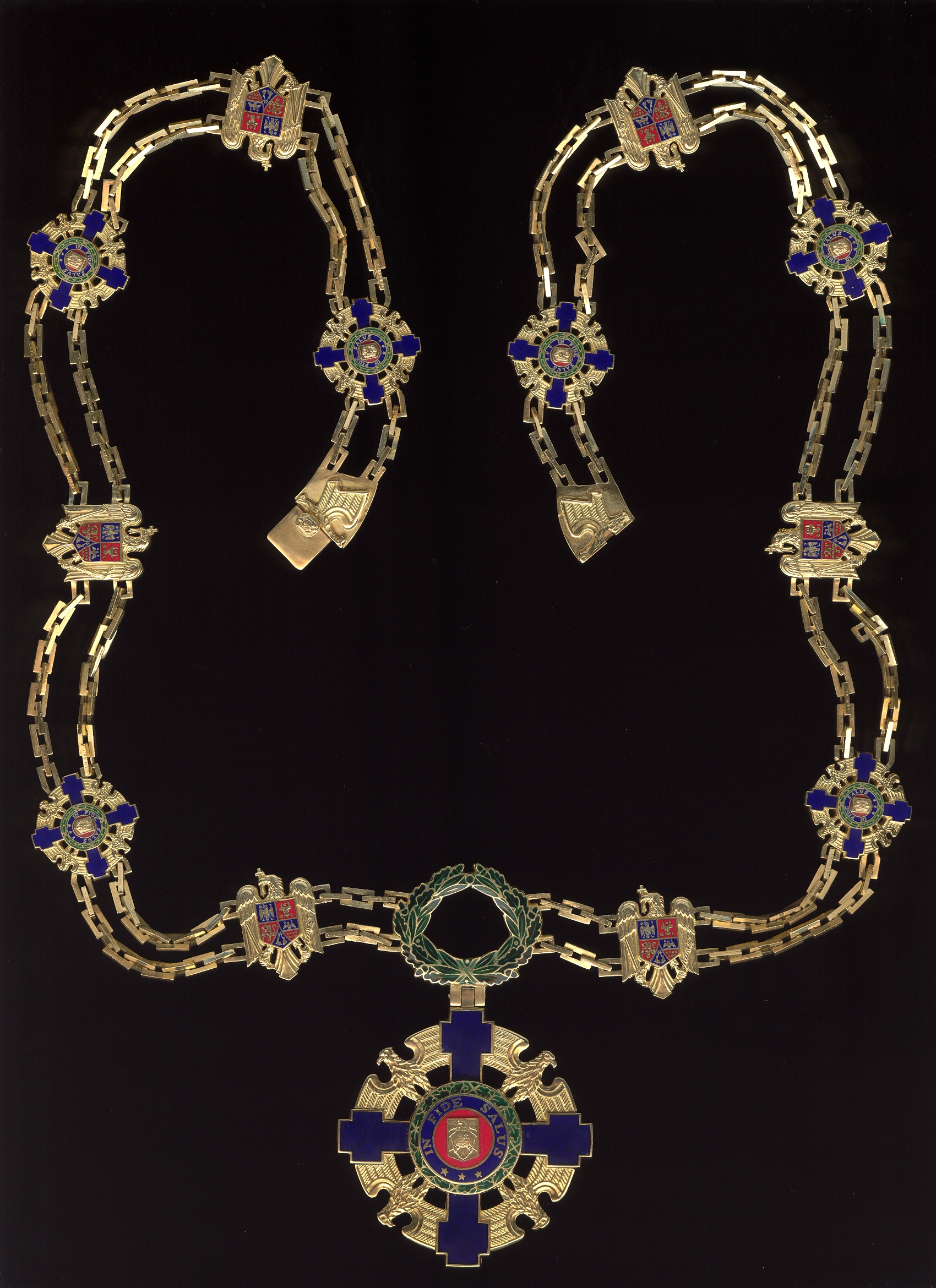
Łańcuch orderu po 1998

Order Gwiazdy Rumunii, od 1999 Order Narodowy Gwiazdy Rumunii (rum. Ordinul Steaua României, Ordinul național Steaua României) – najstarsze odznaczenie Księstwa i Królestwa Rumunii, najwyższe w latach 1864–1906, nadawane przez monarchię do 1947, odnowione w 1998 jako najwyższe odznaczenie Republiki Rumunii.

## Historia
Order został stworzony w 1864 przez księcia (domnitora) Rumunii Aleksandra Jana Cuza w dość nietypowy sposób: Cuza, nie mając właściwie ani koncepcji, ani nazwy ani statutów orderu, wiedząc tylko że ordery posiadają według schematu Legii Honorowej pięć klas, zamówił po prostu kilkaset krzyży różnej wielkości w Paryżu u jubilerskiej firmy Krétly, dostawców dworskich Napoleona III Bonaparte, dając jej wolną rękę przy wyborze kształtu insygniów. Firma Krétly wybrała jako oznakę odznaczenia krzyż heraldyczny zdwojony, w Rumunii właściwie nieużywany, ale odtąd często zwany „krzyżem rumuńskim”. Cuza planował nadać odznaczeniu nazwę „Order Unii” (Ordinul Unirii) dla uczczenia swego wyboru na hospodara Mołdawii i Wołoszczyzny, ale do ogłoszenia statutów nie doszło i Cuza rozdawał order jako swój osobisty dar. Po wygnaniu Cuzy i objęciu książęcego tronu przez Karola von Hohenzollern-Sigmaringen nowy władca odziedziczył po poprzedniku dużą liczbę oznak orderu wszelakich stopni i nadal je rozdawał jako osobisty podarunek, gdyż do ustanowienia statutów nadal nie dochodziło. Dopiero po uzyskaniu przez Rumunię pełnej niepodległości po wojnie z Turcją lat 1877–78 opublikowano statuty (12 maja 1877). Order otrzymał pięć klas według schematu Legii Honorowej, od Wielkiego Krzyża do Krzyża Kawalerskiego, i został podzielony na trzy kategorie: cywilną, wojskową z mieczami i marynarską. Przewidziano dość hojne nagradzanie odznaczeniem (posiadającym tymczasową nazwę „Gwiazdy Dunaju” (Steaua Dunârii): posiadać je mogło 500 kawalerów, 300 oficerów, 120 komandorów, 60 komandorów z gwiazdą i 20 odznaczonych Wielkim Krzyżem. Ustalono także reguły automatycznego awansu na wyższy stopień orderu (przy nienagannej służbie): 3 lata z kawalera na oficera, 2 lata z oficera na komandora, 5 lat z komandora na komandora z gwiazdą i dalsze 5 lat z komandora z gwiazdą na posiadacza Wielkiego Krzyża. Przy kategorii wojskowej/marynarskiej i w czasie wojny czas oczekiwania na wyższy stopień skracano o połowę, w przypadku cudzoziemców reguł nie stosowano. Swą ostateczną nazwę „Orderu Gwiazdy Rumunii” odznaczenie otrzymało w 1881.
Do 1906, ustanowienia przez króla Orderu Karola I Gwiazda Rumunii była najwyższym odznaczeniem tego państwa, po czym spadła na trzecie miejsce, po orderze Karola I i Orderze Michała Walecznego. Dalsze zmiany nastąpiły w 1932, gdy król Karol II przeorganizował system odznaczeń państwowych, tworząc Order Ferdynanda I: Gwiazda Rumunii zeszła na czwarte miejsce, a po 1937, po stworzeniu nowych odznaczeń, na siódme. Insygnia i liczba kawalerów zostały zmienione: krzyż kawalerski mogło posiadać 1000 cywilów i 350 wojskowych, oficerski 500 cywilów i 150 wojskowych, komandorski 200 i 75, komandorski z gwiazdą 75 i 25 i Wielki Krzyż 35 i 10. Wysoką rangę Gwiazdy Rumunii przywrócił dyktator Ion Antonescu w 1940, umieszczając odznaczenie na drugim miejscu w precedencji po orderze Michała Walecznego.
W ostatnim okresie monarchii rumuńskiej (1944–1947) order znajdował się na trzecim miejscu hierarchii, po orderze Karola I i orderze Michała Walecznego. Utworzona po wygnaniu ostatniego króla Michała I Rumuńska Republika Ludowa zniosła wszystkie odznaczenia monarchii i zabroniła noszenia ich na terenie kraju.
W 1948 władze komunistyczne utworzyły nowy Order „Gwiazdy Rumuńskiej Republiki Ludowej”, ale poza tym, że zajął miejsce Orderu Gwiazdy Rumunii i miał podobną nazwę, nie miał nic z nim wspólnego. Order ten, po zmianie nazwy państwa, w 1966 zmienił nazwę na Order „Gwiazdy Socjalistycznej Republiki Rumunii” i został zniesiony w 1998.
W latach 1998–2000 Republika Rumunii odnowiła dwa ordery z czasów monarchii, Order Gwiazdy Rumuńskiej i Order Michała Walecznego. Order Gwiazdy funkcjonuje od tego czasu jako najwyższe odznaczenie rumuńskie (w czasie wojny order Michała Walecznego otrzymuje pierwsze miejsce).
Wielkim Mistrzem orderu jest aktualny Prezydent Rumunii, odznaczony na czas sprawowania swojej funkcji Łańcuchem Orderu Gwiazdy Rumunii specjalnego wykonania, a także Krzyżami Wielkimi specjalnego wykonania w złocie Orderu Wiernej Służby i Orderu Narodowego Zasługi.

## Insygnia
1864–1866
Pierwsze, wykonane w Paryżu insygnia orderu z czasów Cuzy w olbrzymiej większości nie zachowały się, gdyż po oficjalnym ustanowieniu odznaczenia za czasów Karola I, mając ich wielkie zapasy, przerobiono je na wersję znaną z lat 1877–1932. Nie wiadomo, czy już wówczas istniała gwiazda I i II klasy. Oznaką był wymieniony już krzyż zdwojony, emaliowany na niebiesko, ze złotymi promieniami między ramionami. W medalionie środkowym awersu umieszczony był monogram Cuzy, otoczony wieńcem laurowym i dewizą orderu „GENERE ET CORDES FRATRES” („BRACIA Z POCHODZENIA I Z UCZUĆ”). Na rewersie odznaki widniały w medalionie środkowym cyfry „5” i „24” – dni w styczniu, kiedy Cuzę obrano hospodarem Mołdawii i Wołoszczyzny.
1866–1932
Panowanie pierwszych Hohenzollernów Karola I i Ferdynanda I przyniosło zmiany w wyglądzie insygniów. Zachowano niebieski krzyż zdwojony ze złotymi promieniami z czasów Cuzy, ale medalion awersu ozdobiony został złotym orłem z godła państwowego Rumunii, otoczonym nową dewizą „IN FIDE SALUS” („ZBAWIENIE W WIERZE”). Na rewersie oznaki umieszczono w jego medalionie spleciony monogram Karola I (C I). Dla pierwszej i drugiej klasy wprowadzono ośmiopromienną srebrną gwiazdę, cyzelowaną w kształcie brylantów, noszącą na sobie awers oznaki. Jako zawieszkę wprowadzono złotą koronę królewską. Przy nadaniach w kategorii wojskowej/marynarskiej umieszczano między koroną a oznaką dwa skrzyżowane miecze – na gwieździe I i II klasy podkładano je pod oznakę.
1932–1947
Gruntowna reorganizacja systemu orderów rumuńskich za czasów króla Karola II przyniosła ponowne zmiany wyglądu insygniów Gwiazdy. W medalionie środkowym awersu oznaki umieszczono zamiast orła rumuńskiego otoczony wieńcem laurowym i dewizą „IN FIDE SALUS” monogram Karola I, w medalionie rewersu datę 1877. Zamiast promieni między ramionami krzyża umieszczono tam zrywające się do lotu orły. Gwiazda II klasy (komandorii z gwiazdą) przybrała kształt rombu. Wstęga otrzymała srebrne paski wzdłuż brzegów, a w 1938 dodano wersję wojenną poprzez dodatkowe złote paski wzdłuż srebrnych.
| Klasy     | Nazwa polska  | Nazwa rumuńska | Baretka pokojowa (1877–1932) | Baretka pokojowa (1932–1947) | Baretka wojenna (1938–1947) |
| I klasa   | Krzyż Wielki  | Mare Cruce     |                              |                              |                             |
| II klasa  | Wielki Oficer | Mare Ofițer    |                              |                              |                             |
| III klasa | Komandor      | Comandor       |                              |                              |                             |
| IV klasa  | Oficer        | Ofițer         |                              |                              |                             |
| V klasa   | Kawaler       | Cavaler        |                              |                              |                             |

Za czasów dyktatury marszałka Antonescu w kategorii wojskowej zaznaczano systemem niemieckim powtórne otrzymanie mieczy do orderu, podkładając miecze pod orły między ramionami krzyża.
Od 1943 szczególne męstwo (dla rannych w akcji co najmniej trzykrotnie) nagradzano, idąc za przykładem Krzyża Żelaznego, umieszczeniem liścia dębowego na wstążce.
Zarówno podczas pierwszej jak i drugiej wojny światowej przyznawano oficerom również order na wstędze Medalu Cnoty Wojskowej, jako wyróżnienie za bezpośrednią walkę z wrogiem.
| Klasy     | Nazwa polska | Nazwa rumuńska | Baretka za „Męstwo Wojskowe” (I i II WŚ) | Baretka za „Męstwo Wojskowe” z mieczami |
| III klasa | Komandor     | Comandor       |                                          |                                         |
| IV klasa  | Oficer       | Ofițer         |                                          |                                         |
| V klasa   | Kawaler      | Cavaler        |                                          |                                         |

Od 1998
Odnowienie orderu jako pięcioklasowego odznaczenia Republiki Rumunii przyniosło jeszcze raz zmiany w wyglądzie oznaki: zachowano ogólny wygląd modelu z lat 1932–1947, z orłami między ramionami krzyża, ale usunięto monogram Karola I z medalionu awersu i umieszczono tam sześciopolowy „Wielki Herb” Rumunii, otoczony dewizą „IN FIDE SALUS”. Na rewersie umieszczono w medalionie datę „1998”. Jako zawieszkę oznaki użyto wieniec laurowy według wzoru Legii Honorowej. Dodano zarezerwowany dla głów państw łańcuch orderu, który składał się na przemian ze złotych orłów z krzyżem w dziobie z godła państwowego i z plakietek z emaliowanym Wielkim Herbem Rumunii. Wstęga, czerwona z podwójnymi obustronnymi niebieskimi paskami, nawiązuje pierwotnego modelu (jeszcze z czasów Księstwa), z tą różnicą, że paski „odsunięto” od krawędzi, a zewnętrzne są szersze o wewnętrznych. Baretki wojenne (z mieczami) należy nosić jako pierwsze (nawet jeśli są one niższej klasy) – przed baretkami „czasu pokoju”.
| Klasy     | Nazwa polska  | Nazwa rumuńska | Baretka wojskowa | Baretka wojenna |
| I klasa   | Krzyż Wielki  | Mare Cruce     |                  |                 |
| II klasa  | Wielki Oficer | Mare Ofițer    |                  |                 |
| III klasa | Komandor      | Comandor       |                  |                 |
| IV klasa  | Oficer        | Ofițer         |                  |                 |
| V klasa   | Kawaler       | Cavaler        |                  |                 |

Nie ustanowiono baretki dla odznaczonych Łańcuchem. Według obecnych przepisów, na mundurze nosi się odpowiednią cywilną rozetkę (dla rangi Oficera, ale umieszczoną na podkładce w formie złotego dysku z promieniami) 20 mm powyżej górnego rzędu baretek.

## Odznaczeni
Niektórzy znani posiadacze orderu (I. klasa)
- Do 1948: Józef Beck, Wilhelm II, Jan Karcz, Haile Selassie I, Wincenty Witos, Władysław Sikorski, Felicjan Sławoj Składkowski, Jan Szembek, Stanisław Szeptycki, Edward Śmigły-Rydz, Józef Wielowieyski;
- Po 1998 (łańcuch): Valdas Adamkus, Kofi Annan, George W. Bush, Karol XVI Gustaw, Jacques Chirac, Elżbieta II, Harald V, Juan Carlos I, Aleksander Kwaśniewski, Małgorzata II, Andrzej Duda